# 烏巴雅拉國家公園

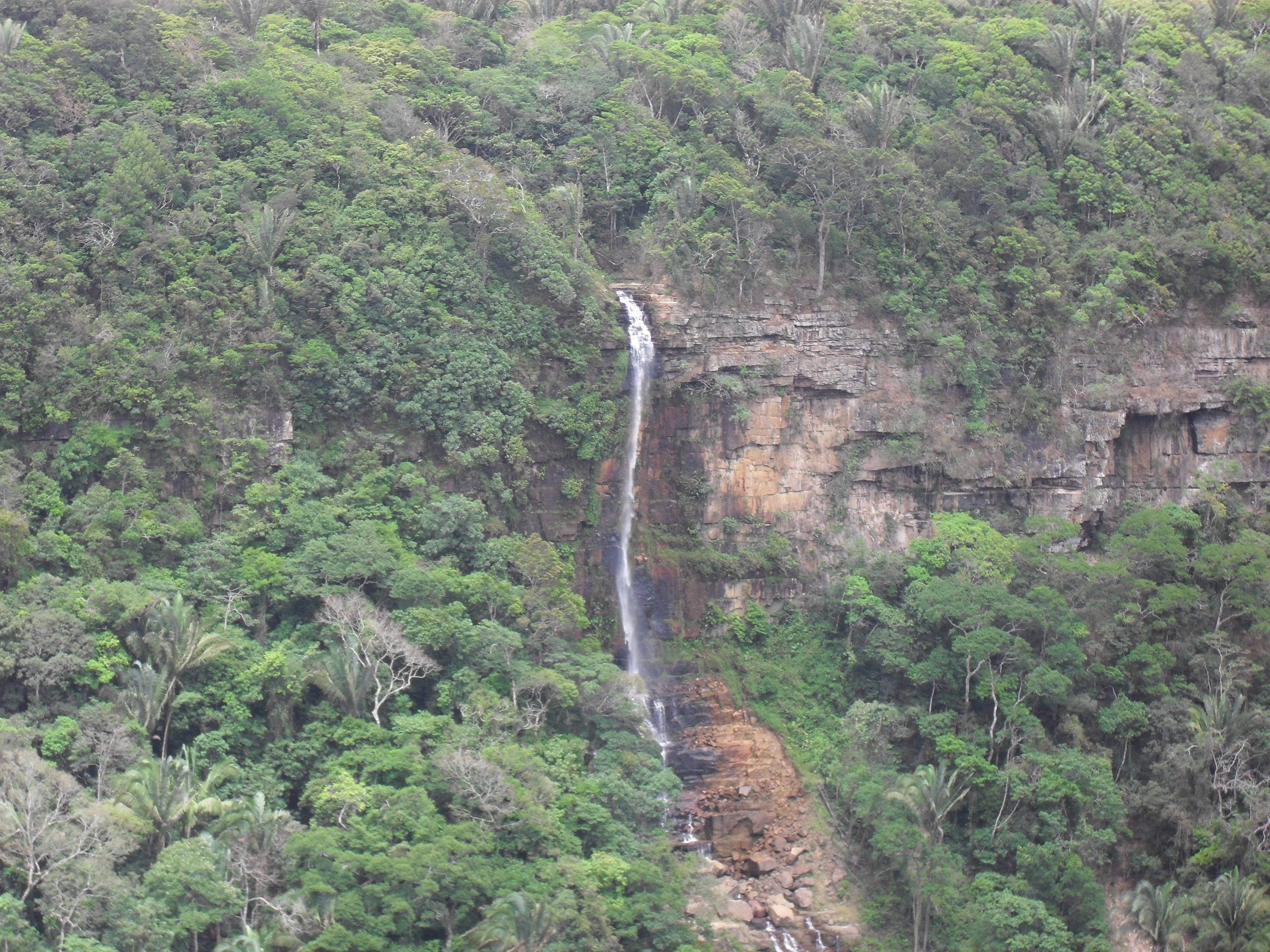

3°43′30″S 40°54′14″W / 3.725°S 40.904°W
烏巴雅拉國家公園（葡萄牙語：Parque Nacional de Ubajara），是巴西的國家公園，位於該國東北部塞阿臘州，成立於1959年4月30日，佔地6.3千公頃，每年平均降雨量1,440毫米，覆蓋烏巴雅拉、蒂安瓜和弗雷謝里尼亞地區。